# Scathophaga nigricornis
Scathophaga nigricornis är en tvåvingeart som först beskrevs av Robineau-desvoidy 1830.  Scathophaga nigricornis ingår i släktet Scathophaga och familjen kolvflugor.
Artens utbredningsområde är Frankrike. Inga underarter finns listade i Catalogue of Life.